# Witborstrupsvogel
De witborstrupsvogel (Ceblepyris pectoralis synoniem: Coracina pectoralis) is een vogel uit de familie van de rupsvogels. Het is een vogel die voorkomt in Afrika.

## Beschrijving
De witborstrupsvogel is 23 cm lang. Deze rupsvogel is bleek blauwgrijs met een witte borst en buik. De staart- en handpennen zijn zwart.

## Verspreiding en leefgebied
De witborstrupsvogel heeft een groot verspreidingsgebied door de savannegebieden van Oost- en West-Afrika en zuidelijk van het Kongogebied. In het noorden van dit leefgebied is het een schaars voorkomende vogel, zuidelijk meer algemeen.

## Status
De witborstrupsvogel gaat in aantal achteruit, maar het tempo ligt onder de 30% in tien jaar (minder dan 3,5% per jaar). Om deze redenen staat deze rupsvogel als niet bedreigd op de Rode Lijst van de IUCN.